# Municipio de Highland (condado de Greene, Iowa)
El municipio de Highland (en inglés: Highland Township) es un municipio ubicado en el condado de Greene en el estado estadounidense de Iowa. En el año 2010 tenía una población de 538 habitantes y una densidad poblacional de 5,86 personas por km².

## Geografía
El municipio de Highland se encuentra ubicado en las coordenadas 42°9′45″N 94°26′44″O / 42.16250, -94.44556. Según la Oficina del Censo de los Estados Unidos, el municipio tiene una superficie total de 91.78 km², de la cual 91.76 km² corresponden a tierra firme y (0.02%) 0.02 km² es agua.

## Demografía
Según el censo de 2010, había 538 personas residiendo en el municipio de Highland. La densidad de población era de 5,86 hab./km². De los 538 habitantes, el municipio de Highland estaba compuesto por el 96.1% blancos, el 0.74% eran afroamericanos, el 0.56% eran amerindios, el 0.74% eran asiáticos, el 0.19% eran isleños del Pacífico, el 0.56% eran de otras razas y el 1.12% pertenecían a dos o más razas. Del total de la población el 0.56% eran hispanos o latinos de cualquier raza.